# Język kato
Język kato (batem-da-kai-ee, cahto, kai po-mo, tlokeang) – praktycznie wymarły język indiański z rodziny atapaskańskiej. Używali go niegdyś mieszkańcy Rezerwatu Laytonville w północno-zachodniej Kalifornii. Tylko kilka osób zachowało jakąkolwiek jego znajomość (w postaci fragmentarycznych wspomnień).
W 1925 r. miał jeszcze 50 użytkowników. Ostatnia osoba, która biegle posługiwała się tym językiem, zmarła w latach 60. XX wieku.
Dokumentacją języka kato zajmował się Pliny Earle Goddard (1905–1910), który wydał opracowanie gramatyczne oraz zbiór materiałów tekstowych.